# Новорыбинка (Акмолинская область)
Новоры́бинка (каз. Новорыбинка) — село в Аккольском районе Акмолинской области Казахстана. Административный центр Новорыбинского сельского округа. Код КАТО — 113249100. Основано в 1887 году

## География
Село расположено на берегу озера Шортанколь, южной части района, на расстоянии 30 км к югу от административного центра района — города Акколь, в 110 км от Астаны.
Абсолютная высота — 354 метров над уровнем моря
Климат холодно-умеренный, с хорошей влажностью. Среднегодовая температура воздуха положительная и составляет около +3,5°С. Среднемесячная температура воздуха в июле достигает +19,6°С. Среднемесячная температура января составляет около −15,0°С. Среднегодовое количество осадков составляет около 420 мм. Основная часть осадков выпадает в период с июня по август.
Ближайшие населённые пункты: село Бектау — на юге, село Курылыс — на северо-востоке, село Рамадан — на северо-западе.

## Население
В 1989 году население села составляло 1619 человек (из них русские — 49 %).
В 1999 году население села составляло 1111 человек (542 мужчины и 569 женщин). По данным переписи 2009 года, в селе проживало 1009 человек (488 мужчин и 521 женщина).
| Численность населения | Численность населения | Численность населения |
| 1989                  | 1999                  | 2009                  |
| --------------------- | --------------------- | --------------------- |
| 1619                  | ↘1111                 | ↘1009                 |